# راي ريد (لاعب كرة قدم)
راي ريد (بالإنجليزية: Ray Reid)‏ هو لاعب كرة قدم أمريكي، ولد في 8 مايو 1960 في برينتوود في الولايات المتحدة.